# طوقان الجبل
طوقان الجبل (الاسم العلمي: Andigena) هو جنس من الطيور يتبع الفصيلة الطوقانية من رتبة نقاريات الشكل.

## أنواع طوقان الجبل
- طوقان الجبل رمادي الصدر
- طوقان الجبل مسطح المنقار
- طوقان الجبل القلنسوي
- طوقان الجبل أسود المنقار